# Stanisław Darski

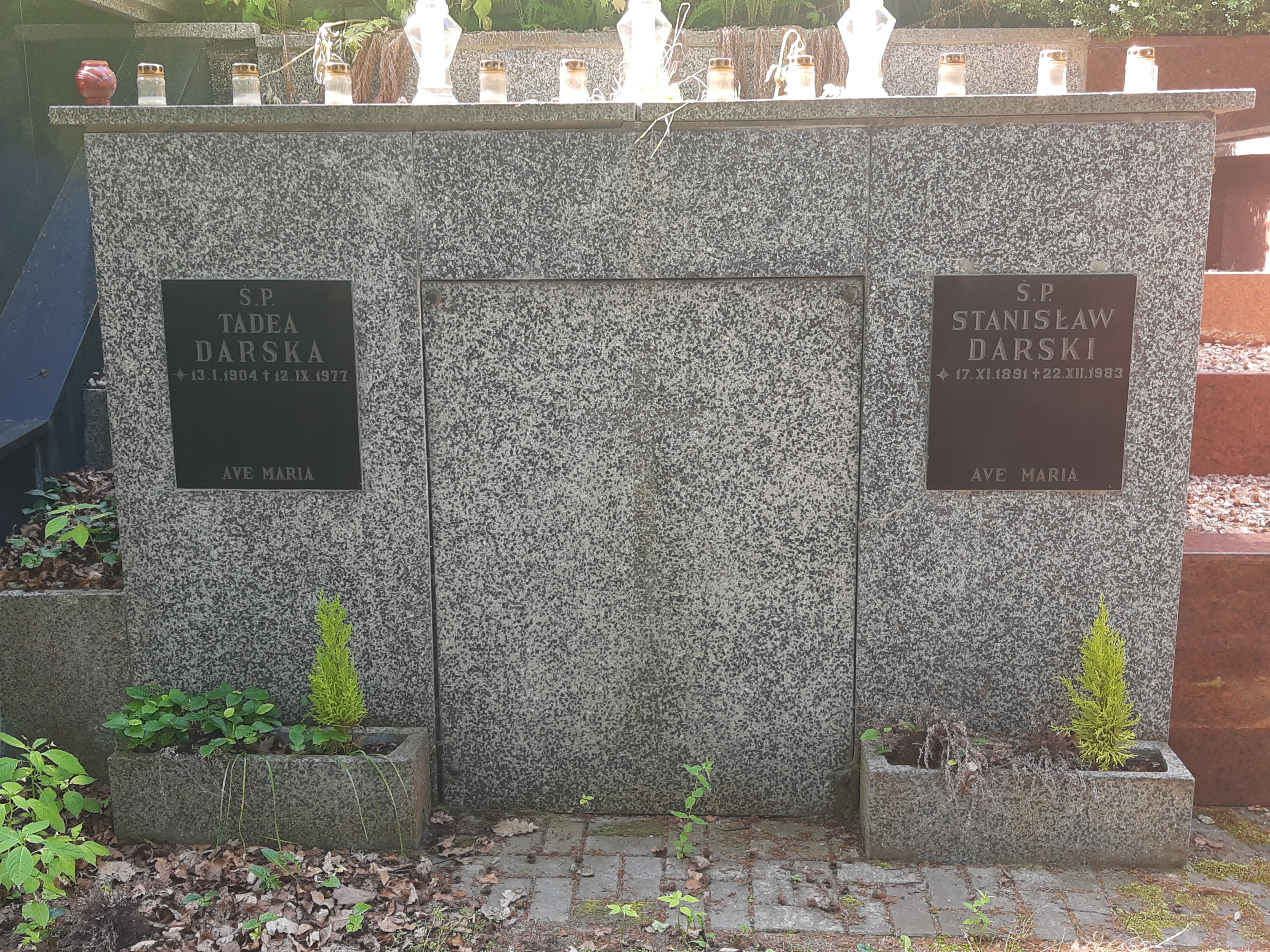
Grób Stanisława Darskiego na cmentarzu Witomińskim

Stanisław Darski właśc. Stanisław Menda (ur. 17 listopada 1891 we Lwowie, zm. 22 grudnia 1983 w Warszawie) – polski prawnik, ekonomista i polityk, minister żeglugi w latach 1956–1964 (od 1957 do 1960 minister żeglugi i gospodarki wodnej), konsul honorowy Finlandii w Gdyni od 1934 roku, mistrz Polski w tenisie.

## Życiorys
Syn Władysława i Antoniny, w 1921 zmienił nazwisko Menda na Darski. Na Uniwersytecie Lwowskim uzyskał w 1916 doktorat prawa, ukończył także Akademię Handlową we Lwowie. Brał udział w bitwie o Lwów w trakcie wojny polsko-ukraińskiej. W 1920 przeniósł się do Gdańska, gdzie pracował w przedsiębiorstwie handlu międzynarodowego „Lambert i Krzysiak”, zajmując się spedycją, żeglugą i handlem morskim. W 1929 został sekretarzem generalnym Związku Gdyńskich Ekspedytorów Portowych. W 1930 został zatrudniony w „Żegludze Polskiej” jako kierownik linii regularnych (m.in. na trasie Gdynia – Ryga – Tallinn – Helsinki), w 1933 objął funkcję zastępcy dyrektora naczelnego, a w 1936 dyrektora ds. handlowych „Żeglugi Polskiej”.
Rozwinął kontakty żeglugowe z Finlandią i w tym właśnie kraju zastał go wybuch II wojny światowej. Przedostał się wkrótce do Wielkiej Brytanii, gdzie kontynuował pracę w „Żegludze Polskiej”, zarejestrowanej jako Polish Steamship Agency Limited. Był również prezesem Związku Armatorów Polskich. Od 1944 do 1945 doradca w Szkole Handlu Zagranicznego i Administracji Portów w Londynie, w lipcu 1945 nawiązał współpracę z powołaną przez Tymczasowy Rząd Jedności Narodowej Polską Misją Morską w Londynie. W 1946 powrócił do kraju i został wicedyrektorem i dyrektorem Generalnego Inspektoratu dla Portów i Żeglugi oraz dyrektorem Departamentu Portów i Żeglugi w Ministerstwie Handlu Zagranicznego i Żeglugi, następnie do 1949 dyrektor departamentu w Ministerstwie Żeglugi. Brał udział w opracowaniu zagadnień floty handlowej w Planie Odbudowy Gospodarczej. W 1949 przeszedł na stanowisko dyrektora naczelnego przedsiębiorstwa Gdynia–Ameryka Linie Żeglugowe, po czym w 1950 został wykładowcą Wyższej Szkoły Handlu Morskiego w Gdyni. Był na tej uczelni docentem i kierownikiem Katedry Organizacji i Techniki Transportu Morskiego.
W 1947 wstąpił do Polskiej Partii Robotniczej, a następnie do Polskiej Zjednoczonej Partii Robotniczej, w 1950 usunięty z partii. W listopadzie 1956 został powołany na stanowisko ministra żeglugi w rządzie Józefa Cyrankiewicza, będąc jednym z dwóch bezpartyjnych (obok ministra zdrowia Rajmunda Barańskiego) członków gabinetu. Przeciwstawił się planom likwidacji resortu i podporządkowania go Ministerstwu Handlu Zagranicznego, a nawet doprowadził do poszerzenia zadań o gospodarkę wodną (pełnił kolejno funkcję ministra żeglugi 1956–1957, ministra żeglugi i gospodarki wodnej 1957–1960 i ponownie ministra żeglugi 1960–1964). W grudniu 1964 przeszedł na emeryturę, na czele resortu zastąpił go Janusz Burakiewicz.
W 1961 mianowany profesorem nadzwyczajnym i przewodniczącym Komitetu Badań Morza Polskiej Akademii Nauk, przyczynił się do zdobycia środków na badania oceanograficzne. Na emeryturze pozostał konsultantem programów rozwoju polskiej gospodarki morskiej.
W młodości był czołowym polskim tenisistą. Przed I wojną światową był zaliczany do najlepszych graczy Galicji, w 1922 zdobył złoty medal w grze pojedynczej na drugich w historii mistrzostwach Polski, organizowanych w Łodzi. W 1924 uczestniczył w wyjeździe polskich zawodników na turniej halowy w Barcelonie, stanowiącym jeden z pierwszych kontaktów zagranicznych polskiego tenisa (bez sukcesów sportowych). Latem 1923, korzystając ze służbowego pobytu w Londynie, jako pierwszy reprezentant Polski wystąpił na Wimbledonie; przegrał w I rundzie z Francuzem René Lacoste 0:6, 4:6, 1:6.
Pochowany na cmentarzu Witomińskim w Gdyni (kwatera 57-19-15).

## Ordery i odznaczenia
- Order Sztandaru Pracy I klasy (1964)[4]
- Krzyż Kawalerski Orderu Odrodzenia Polski (2 maja 1947)[5]
- Złoty Krzyż Zasługi (dwukrotnie: po raz drugi 7 listopada 1938[6])
- Medal 10-lecia Polski Ludowej (23 maja 1955)[7]
- Odznaka honorowa "Za zasługi dla Gdańska" (1960)[8]